# Iter Vehemens ad Necem
 (juin 2015).
Iter Vehemens ad Necem (IVAN) du latin route violente vers la mort est un jeu vidéo dit rogue-like graphique. La dernière version 0.50 date du 12 octobre 2004 et fonctionne sur Windows, DOS et Linux.

## Système de jeu
L'utilisation de sprites permet un gameplay qui serait impossible avec de l'ASCII (utilisé par la plupart des rogue-like). On peut par exemple pister un monstre blessé en suivant les traînées de sang qu'il laisse à travers le donjon.
Les différences significatives avec les autres rogue-like est la gestion des dommages localisés sur le corps. Dans les combats il est possible de subir des dommages à différents membres et à des endroits critiques (tête, torse, aine) qui ne possèdent pas forcément de protection.